# Kościół Niepokalanego Poczęcia Marii Panny w Ołomuńcu
Kościół Niepokalanego Poczęcia Marii Panny (czes. Kostel Neposkvrněného početí Panny Marie) – kościół klasztorny, obecnie zgromadzenia dominikanów, w Ołomuńcu na Morawach w Czechach.

## Położenie
Kościół wznosi się w narożniku dzisiejszych ulic Sokolskiej (Sokolská ul.) i Słowackiej (Slovenská ul.). Zbudowano go wraz z w przylegającym od północy klasztorem poza obwodem średniowiecznych murów obronnych Ołomuńca, w miejscu zwanym Na Bělidlech (na łąkach wykorzystywanych wcześniej do bielenia płótna). Dopiero w II połowie XVIII w. został objęty nowymi fortyfikacjami miejskimi.

## Historia
Powstał jako świątynia zgromadzenia franciszkanów (bernardynów). Kościół wraz z klasztorem rozpoczęto wznosić z inicjatywy charyzmatycznego kaznodziei i minoryckiego wikariusza generalnego Jana Kapistrana w roku 1454. Kościół był konsekrowany w roku 1468 w obecności króla Węgier Macieja Korwina (który zresztą już w następnym roku w ołomunieckiej katedrze został koronowany na króla Czech). Po likwidacji zgromadzenia franciszkańskiego w 1782 r. w ramach tzw. reform józefińskich w 1785 r. objęli go dominikanie.

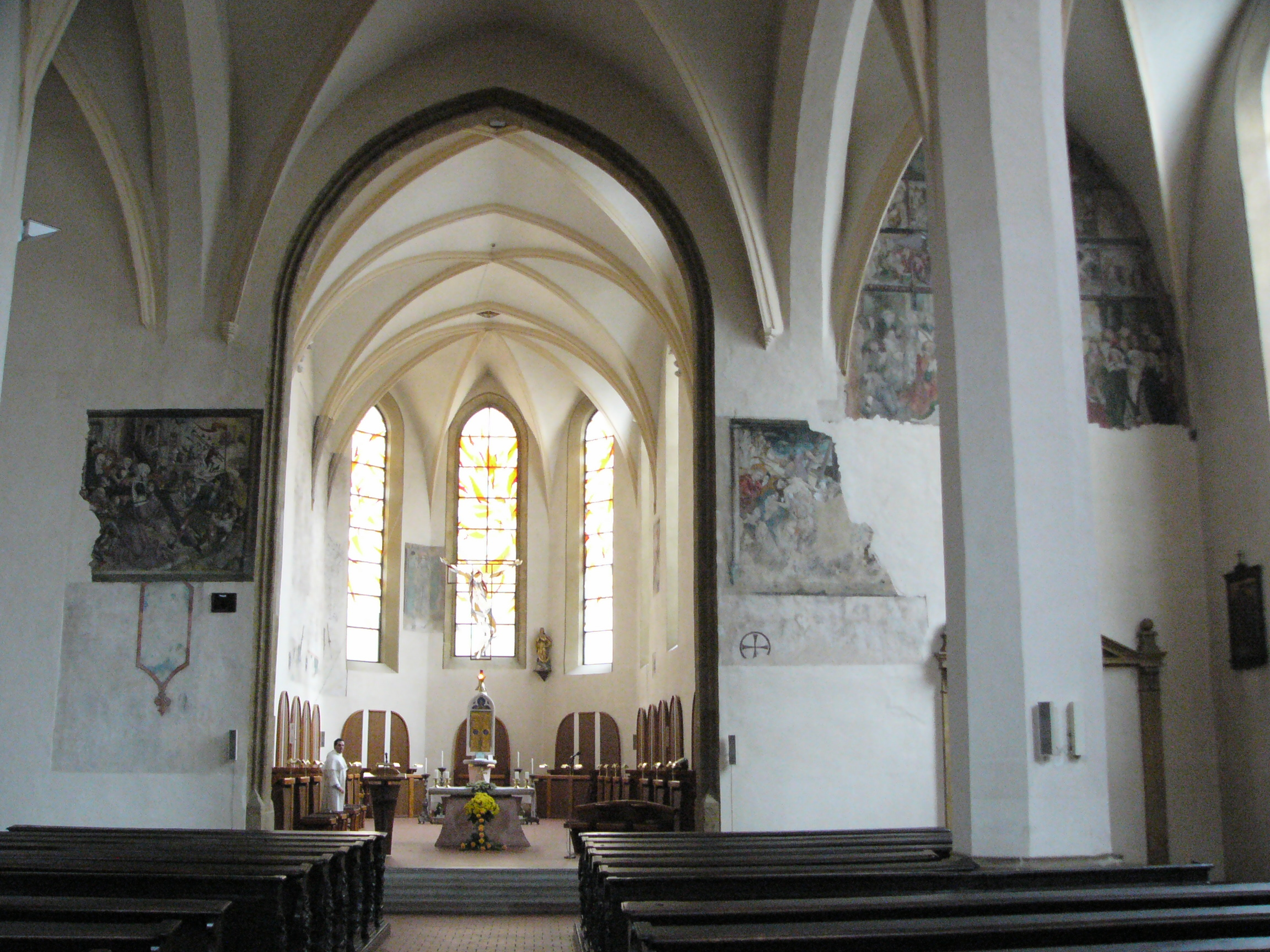
Wnętrze kościoła

## Architektura
Późnogotycki kościół murowany na rzucie prostokąta, orientowany. Jest budowlą prostą, typową dla zakonu franciszkanów. Bardzo prawdopodobne, że wznosiła go ta sama miejska strzecha budowlana, która w tym czasie pracowała przy kościele farnym św. Maurycego. Trójnawowy, z nawami sklepionymi prostymi sklepieniami krzyżowymi i nakrytymi oryginalnym, wysokim dachem w formie ośmiobocznego ostrosłupa. Wydłużone prezbiterium, zamknięte na ośmioboku, nakryte jest dachem dwuspadowym z wieżyczką sygnaturki na kalenicy. Przy południowej ścianie nawy, w której znajdowało się pierwotne wejście do kościoła, w 1653 r. dobudowano wczesnobarokową kaplicę pod wezwaniem św. Antoniego Padewskiego. Po północnej stronie nawy znajduje się przejście do Drogi Krzyżowej i klasztoru, barokowy ołtarz św. Dominika (założyciela zakonu dominikanów), trzy kamienne reliefy oraz małe okienko pierwotnego konfesjonału. We wnętrzu obszerne fragmenty gotyckich malowideł z połowy XV w. i początku XVI w.
W latach 80. XIX w. kościół poddano regotyzacji według planów Gustava Meretty. Usunięto barokowe ołtarze i zastąpiono je neogotyckimi (ołtarz główny zakupiony został w Niemczech), podobnie postąpiono z amboną. W latach 20 XX w. kościół remontowano. Większość neogotyckich elementów Meretty zlikwidowano w czasie rozległej rekonstrukcji kościoła w latach 80. XX w. Neogotycki główny ołtarz usunięto podczas prac konserwacyjnych po wielkiej powodzi w 1997 r. Pozostało z niego jedynie tabernakulum, jednak osadzone na nowej podstawie.
W ołtarzu bocznym (lewa nawa) znajduje się trumna z relikwiami św. Zdzisławy Czeskiej.